# Мойсеєнко Микола Петрович
Микола Петрович Мойсеєнко (Моісеєнко) (9 травня 1909, місто Бердянськ, тепер Запорізької області — ?) — український радянський діяч, секретар Запорізького обласного комітету КПУ, 1-й секретар Запорізького обласного комітету ЛКСМУ.

## Біографія
З 1925 року працював робітником на Запорізькому авіаційному заводі імені Баранова, потім був інженером та начальником конструкторського відділку заводу.
Член ВКП(б) з 1930 року.
З листопада 1934 року служив у Червоній армії.
З жовтня 1935 року — на партійній роботі. З липня 1938 по січень 1939 року — 3-й секретар районного партійного комітету авіаційного заводу імені Баранова міста Запоріжжя.
У січні 1939 — 1 квітня 1941 року — 1-й секретар Запорізького обласного комітету ЛКСМУ.
16 травня — жовтень 1941 року — секретар Запорізького обласного комітету КП(б)У з промисловості. 
Учасник німецько-радянської війни. Служив у Військовій раді Південного фронту, був начальником оперативної групи Військової ради Північної групи військ Закавказького фронту. У жовтні 1943 року повернувся до Запоріжжя.
На 1943 (затверджений в липні 1944) — квітень 1945 року — заступник секретаря Запорізького обласного комітету КП(б)У з промисловості — завідувач промислового відділу Запорізького обласного комітету КП(б)У.
З квітня 1945 по 26 грудня 1948 року — 2-й секретар Запорізького міського комітету КП(б)У.
У січні — вересні (затв. у листопаді) 1949 року — секретар Запорізького обласного комітету КП(б)У.
З вересня 1949 року навчався у Київській Вищій партійній школі при ЦК КП(б)У. 
Подальша доля невідома.

## Звання
- майор

## Нагороди
- орден Трудового Червоного Прапора
- медаль «За оборону Сталінграда»
- медаль «За оборону Кавказу»
- медаль «За перемогу над Німеччиною у Великій Вітчизняній війні 1941—1945 рр.»
- медалі